# Guaiacum
Guaiacum är ett släkte träd i familjen pockenholtsväxter (Zygophyllaceae) som består av 6 till 8 arter.
Träden har motsatta blad, med 1-3 par trubbigt ovala, helbräddade, läderartade småblad, utan uddblad. Blommorna är långskaftade, 6-10 tillsammans i enkla flockar. Foderbladen är 5, olika, snart avfallande; kronbladen är 5, blåa; ståndarna är 10; fruktämnet är plattryckt, tvårummigt. Av de 8 fröämnen i varje rum utvecklas bara 2 i den omvänd hjärtformiga, skarpkantade och med spröt försedda frukten. Dessa träd har en höjd av 10-12 meter med en vidsträckt krona av gaffelformigt delade grenar. Arter av släktet växer i Västindien, Florida, Texas  och i Sydamerikas nordliga länder och har alltsedan Amerikas upptäckt används som medicin. Själva träslaget kallas pockenholz.